# Gen NTRK1
El gen NTRK1 (que proviene del inglés Neurotrophic Receptor Tyrosine Kinase 1) es un miembro de la familia de genes NTRK que codifica la proteína quinasa TrkA. Esta es un receptor de membrana cuyo ligando es una neutrofina. Cuando la neutrofina se une a la proteína, ésta  se fosforila a sí misma y a la ruta MAPK. Este hecho hace que la proteína pueda actuar como un enzima que participa en el proceso de diferenciación celular de un tipo de neuronas sensoriales específicas.
Las mutaciones en este gen se encuentran relacionadas con la causa de un tipo específico de cáncer de tiroides llamado carcinoma tiroideo papilar. También se ha descubierto que la mutación es la causa del CIPA, que es la insensibilidad congénita al dolor con sudoración. Esta enfermedad también suele provocar que el paciente se autolesione llevándolos a morderse fuertemente la lengua o los dedos.
Todos los genes NTRK (NTRK 1,2,3) codifican receptores de proteínas quinasas de tropomiosina. Estos genes conforman la síntesis de tres proteínas transmembrana, los receptores Trk A, B y C. El gen NTRK1, es sintetizador de la proteína Trk A y se encuentra localizado en el cromosoma 1q21-q22

## Historia
El gen codificante para esta proteína aparece mencionado por primera vez en la revista Nature 319, 743-748 publicada en el año 1986. La investigación llevada a cabo por Dionisio Martín Zanca, Stephen H. Hughes y Mariano Barbacid aparece en esta publicación bajo el título “Oncogén humano formado por la fusión de secuencias truncadas de tropomiosina y proteína tirosina quinasa”-(título original en inglés : A human oncogene formed by the fusion of truncated tropomyosin and protein tyrosine kinase sequences) en el cual, consiguen identificar la proteína que secuencia el gen NTRK1.
Los doctores responsables de la investigación detectaron secuencias de tropomiosina y de “una proteína tirosina quinasa desconocida” en un gen transformante de un carcinoma de colon humano. También predicen  que la proteína codificada por el gen tendrá 641 aminoácidos y que ha sido formada por una substitución del dominio transmembrana de un receptor transmembrana por los primeros 221 aminoácidos de una molécula de tropomiosina. Gracias a este descubrimiento se han llevado a cabo diversas investigaciones sobre este gen que han permitido descubrir más sobre múltiples enfermedades.

## Familia de genes
Se diferencian tres genes distintos en la familia del NTRK: NTRK1, NTRK2 y NTRK3, los cuales codifican para las proteína quinasas TrkA, TrkB y TrkC respectivamente. Estas proteínas se expresan en el tejido neuronal y tienen gran importancia en el desarrollo del sistema nervioso humano, ya que se activan con neurotrofinas. Las principales mutaciones de esta familia son las fusiones, aunque también ocurren deleciones de fragmentos de secuencias. 
El gen NTRK1 se localiza en el cromosoma 1 (1q21-q22). Sus mutaciones se relacionan con el síndrome de insensibilidad congénita al dolor con anhidrosis debido a la disrupción del funcionamiento de la proteína TrkA. Las mutaciones en este gen suelen causar cáncer colorrectal, sarcoma de tejidos blandos o melanoma entre muchas otras enfermedades.  
El gen NTRK2 se localiza en el cromosoma 9 (q22.1) y contiene 24 exones. Codifica para la proteína TrkB, de 822 aminoácidos. En el caso de las mutaciones de este gen, se causan enfermedades como adenocarcinoma vermicular, astrocitoma pilocítico o adenocarcinoma pulmonar, entre otras.
El gen NTRK3 se localiza en el cromosoma 15 (q25) y su proteína TrkC fueron aislados y molecularmente caracterizados en 1991 por Lamballe F. A causa de las mutaciones de este gen, se puede producir una glioblastoma, carcinoma ductal o fibrosarcoma entre otras enfermedades.

## Función del gen
El gen NTRK1 tiene una destacada función para el desarrollo de los sistemas nervioso central y periférico, ya que regula la creación de una proteína de gran relevancia para la supervivencia de las neuronas, y sobre todo en aquellas que transmiten el dolor, el tacto o el calor (neurona sensitiva). El gen NTRK1 presenta  mutaciones de importancia clínica, ya que participa en el desarrollo de varios tipos  de cáncer.
Cuando el factor de crecimiento NGFβ envía una señal a la proteína sintetizada por el gen NTRK1 (con destacada presencia en la superficie de las neuronas sensitivas), esta proteína se autofosforiliza (se activa), de forma que pasa a actuar como una enzima quinasa, la cual puede llegar a cambiar la actividad de otras proteínas mediante la fosforilación de estas.
Asimismo, cabe destacar que la actividad de esta proteína (y por tanto la del gen que la codifica) resulta clave para la transmisión de señales necesarias para el crecimiento y desarrollo celular, y es por ello que las mutaciones relacionadas con este gen pueden causar consecuencias severas. Por lo general las modificaciones en el gen NTRK1 dan lugar a una estructura proteica sin capacidad de activarse al fosforilarse, lo que supone la inhabilitación para transmitir la señalización de crecimiento y supervivencia a las neuronas. Sin esta señal, las células neuronales mueren por un proceso de autodestrucción llamado apoptosis. Así pues, la pérdida de neuronas sensitivas da lugar a una patología conocida como CIPA, caracterizada por una insensibilidad al dolor junto con anhidrosis (disminución o ausencia de sudoración) en aquellos individuos que la padecen.
Por otro lado, las mutaciones en el gen NTRK1 también pueden dar lugar a una constante activación de la proteína NTRK1, de forma que las señales de crecimiento y división se realizan de manera continuada, lo que puede dar lugar a un carcinoma tiroideo papilar, un tipo de cáncer de tiroides. Estas mutaciones son de tipo somático y suceden cuando tienen lugar cambios en el material genético que combinan parte del gen NTRK1 con partes de otros genes (como el TPM3, el TPR o el TFG).

## Proteína y sus Avances.

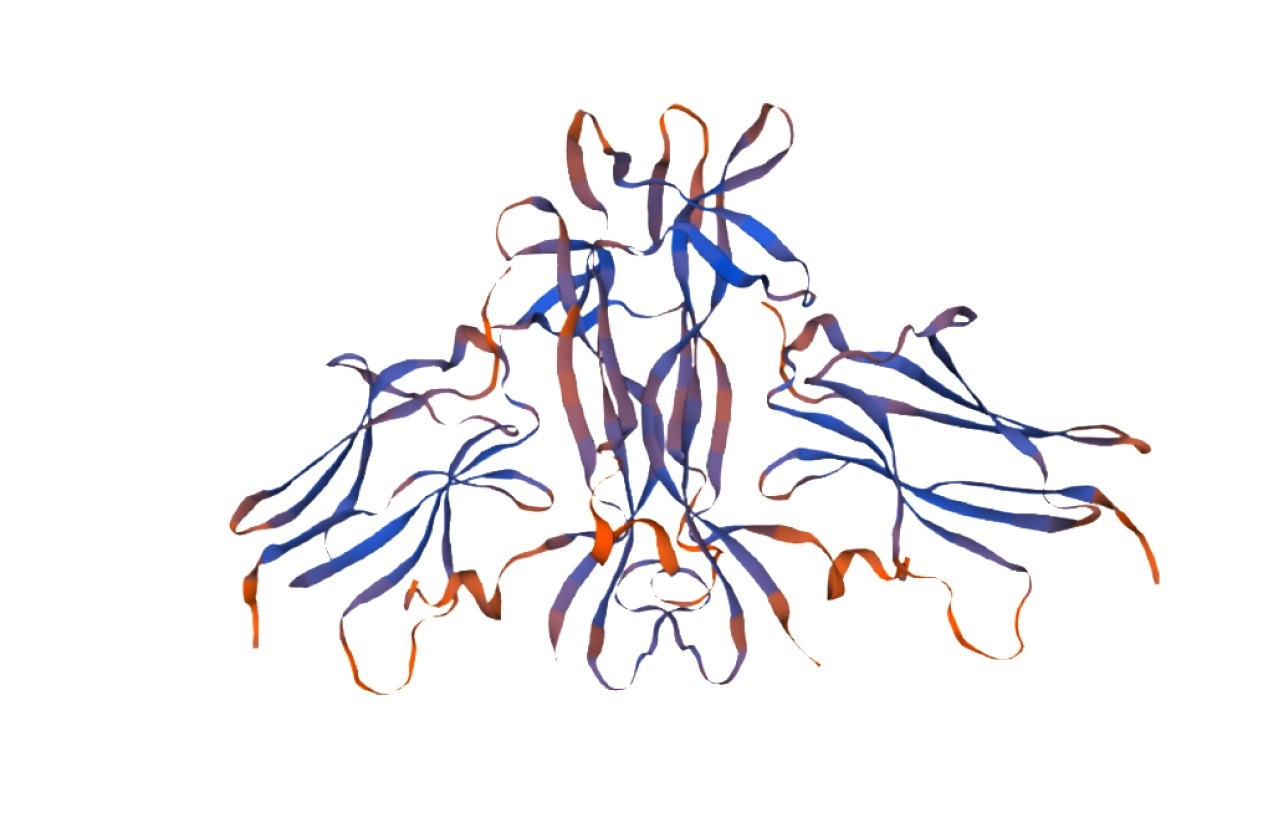
Proteína NTRK1.

El gen NTRK1 sintetiza una proteína quinasa por  autofosforilación i fosforilación de la ruta MAPK/ERK actúa como una enzima para el proceso de diferenciación celular en subtipos específicos de neuronas sensoriales.
Se ha determinado que la expresión de los genes NTRK en melanomas no acrales que se encuentran en fase de metástasis está aproximadamente en 0,8% i en zonas mucosas o semimucosas es del 0,9%.  No obstante, la baja expresión, está ligada a la presencia de fusión con otras quinasas. Se han detectado casos donde una mutación en el gen NTRK se ha expresado junto a otros genes considerados como drivers de mutaciones como NF1 Y NRAS. Usualmente la alteración genética en NTRK no hace que el crecimiento del tumor sea crítico incluso puede no llegar a desarrollarse. Sin embargo, la coexistencia de diversas anormalidades genéticas que usualmente se expresan con NTRK1 y constituyen drivers mutacionales como los ya mencionados hacen que las terapias que se centran en combatir a un único elemento mutacional sean menos efectivas.
La identificación de las proteínas producidas por NTRK1 mediante técnicas NGS y inmunohistoquímicas en melanomas cutáneos junto a la identificación de los drivers a los que suele ir asociado permitiría el desarrollo de nuevas terapias enfocadas a combatir específicamente a un determinado tipo de melanoma en fase de metástasis, aumentando así la eficacia del tratamiento.
Recientemente, el inhibidor del gen NTRK conocido como “NTRK inhibitor larotrectinib” demostró tener una eficiencia del 78% a la hora de combatir tumores relacionados con las proteínas provenientes del gen NTRK.

## Importancia clínica
La familia de genes del NTRK destaca por tener la capacidad de generar gran número de mutaciones de carácter oncológico y transformante. Concretamente, el gen NTRK1 es conocido por participar en el desarrollo de patologías tales como el cáncer colorrectal, sarcomas de partes blandas, el melanoma, el sarcoma AYA y el adenocarcinoma pulmonar entre otras, además de las ya mencionadas anteriormente cáncer de tiroides y CIPA, la cual es una enfermedad rara y de prevalencia desconocida.